# Bossa Nova + Soul
Bossa Nova + Soul — студийный альбом британо-американской джазовой пианистки Мэриэн Макпартлэнд, записанный при участии басиста Бена Такера, барабанщика Дэйва Бэйли, а также перкуссионистов Ральфа Дорси и Боба Краудера. Релиз состоялся в 1963 году на лейбле Time Records.

## Отзывы критиков
| Оценки критиков | Оценки критиков |
| Источник        | Оценка          |
| --------------- | --------------- |
| AllMusic        | [ 2 ]           |

В обзоре для AllMusic Скотт Яноу написал: «Музыка приятная, но не особо запоминающаяся».

## Список композиций
1. «Love for Sale» (Коул Портер)
2. «With You in Mind» (Мэриэн Макпартлэнд)
3. «Stranger in a Dream» (Мэриэн Макпартлэнд)
4. «Sweet and Lovely» (Гас Арнхайм, Чарльз Дэниелс, Гарри Тобиас)
5. «Coming Home Baby» (Боб Дороу, Бен Такер)
6. «Tell Me» (Мэриэн Макпартлэнд)
7. «Green Dolphin Street» (Бронислав Капер, Нед Вашингтон)
8. «Straight No Chaser» (Телониус Монк)
9. «Baby You Should Know It» (Боб Дороу, Бен Такер)

## Участники записи
- Мэриан Макпартлэнд — фортепиано, электропианино
- Бен Такер — бас
- Дэйв Бэйли — ударные
- Ральф Дорси — конги
- Боб Краудер — тамбурин
- Фрэнк Эбби — звукоинженер
- Хэл Диполд — мастеринг
- Том Нола — запись

Все данные взяты из примечаний к альбому.